# Синебрюхов, Сергей Леонидович
Сергей Леонидович Синебрюхов (род. 17 ноября 1963 года) — российский учёный-физикохимик, член-корреспондент РАН (2022).

## Биография
Родился 17 ноября 1963 года в станице Калитвенская Каменского района Ростовской области.
В 1998 году — защитил кандидатскую диссертацию, тема: «Закономерности роста, физико-химические свойства покрытий, сформированных методом микродугового оксидирования на титане».
В 2013 году — защитил докторскую диссертацию, тема: «Композиционные многофункциональные покрытия, сформированные на металлах и сплавах методом плазменного электролитического оксидирования»
В 2022 году — избран членом-корреспондентом РАН от Отделения химии и наук о материалах.
В настоящее время — заместитель директора по науке Института химии ДВО РАН (Владивосток).